# Теке (село)
Вижте пояснителната страница за други значения на Теке.
Теке (на гръцки: Ταύρη, Таври), е село в Република Гърция, дем Софлу, Западна Тракия.

## География
Селото е разположено на 2,5 километра северозападно от село Мерхамли, непосредствено до магистрала Е85.

## История
В XIX век Теке е българско село във Ференската кааза в Одринския вилает на Османската империя. Според „Етнография на вилаетите Адрианопол, Монастир и Салоника“, издадена в Константинопол в 1878 година и отразяваща статистиката на населението от 1873 година, Текета (Teketa) има 46 домакинства и 215 жители българи.
В 1899 година в селото екзархийски свещеник става Димитър Даков, организирал в Теке и революционен комитет на ВМОРО.
При избухването на Балканската война в 1912 година 2 души от Теке са доброволци в Македоно-одринското опълчение.
Според статистиката на професор Любомир Милетич в 1912 година в селото живеят 100 екзархийски български семейства.
На 14 ноември 1912 сборната конна бригада на полк. Танев заема позиции при село Теке и в завързалата се битка при Мерхамли след двучасов артилерийски обстрел принуждава Мехмед Явер паша да търси примирие и да капитулира. Капитулацията е подписана на позицията при това българско беломорско село както е посочено в самия протокол за предаване на турските войски.
До 1920 г. населението на селото е преобладаващо българско. След края на Първата световна война, при изтеглянето на френските окупационни сили в началото на месец юни 1920 г., българските родове се изселват в България. В България бежанците от селото е известно, че са се заселили в няколко селища, сред които: Малко Кирилово, Капитан Петко войвода, Елхово.
По време на Балканската война в този район действа четата на Димитър Маджаров.

## Личности
Родени в Теке
- Русан Петков, македоно-одрински опълченец, 1 рота на 11 серска дружина[9]

Починали в Теке
- Александър Кралев (1882 – 1905), български революционер